# 老害の人
『老害の人』（ろうがいのひと）は、内館牧子による小説。2022年10月14日に講談社より出版された。『終わった人』『すぐ死ぬんだから』『今度生まれたら』に続く「老後小説」。
自慢話に嫌気がさした娘に本音を伝えられ、反省を促された先代社長が逆襲を企てる物語。
2024年5月よりNHK BSプレミアム4KおよびNHK BSの「プレミアムドラマ」枠で放送された。主演は伊東四朗。

## あらすじ
主人公の戸山福太郎。彼は埼玉県のボードゲーム製作販売会社・雀躍堂の前社長だった。しかし、業務を娘・明代の夫である純市に譲ってからも店に出勤し、同じ手柄話をくり返すハラスメントな行為をしていた。
ある日、そんな父の行動に嫌気がさした明代が、到底現実社会では言えないような本音を語り、その言葉に福太郎は反省する。福太郎の寂しそうな姿に明代は少し過言だったかもしれないと落ち込む。しかし、実際は反省はパフォーマンスであり、福太郎は逆襲を企んでいた。そして、近所の老人5人（老害五十奏）とタッグを組み、若年層が抱く理想の老後像（自分磨き）ではない、誰かの役に立つ自分を求めて行動を起こす。
互いに何かを感じ始め、自分たちを見直す人々のリアルバトルドラマ。

## 登場人物
戸山福太郎（とやま ふくたろう）
ボードゲーム製作販売会社・雀躍堂の前社長。
戸山明代（とやま あきよ）
福太郎の娘。純市の妻。
戸山純市（とやま じゅんいち）
ボードゲーム製作販売会社・雀躍堂の社長。明代の夫。

## 書誌情報
- 内館牧子『老害の人』2022年10月14日発売[1]、講談社、ISBN 978-4-06-529924-1
- 内館牧子『老害の人』2025年4月15日発売[3]、講談社文庫、ISBN 978-4-06-539087-0

## テレビドラマ
2024年5月5日から6月2日までNHK BSプレミアム4KおよびNHK BS「プレミアムドラマ」枠にて放送された。主演は伊東四朗。

### キャスト

#### 主要人物
戸山福太郎（とやま ふくたろう）
演 - 伊東四朗
ボードゲーム製作販売会社・雀躍堂の前社長。
戸山明代（とやま あきよ）
演 - 夏川結衣
福太郎の娘。純市の妻。
戸山純市（とやま じゅんいち）
演 - 勝村政信
ボードゲーム製作販売会社・雀躍堂の社長。明代の夫。

#### 戸山家
戸山俊
演 - 望月歩
福太郎の孫。
戸山梨子（→藤田梨子）
演 - 木竜麻生
福太郎の孫。病院の管理栄養士。
戸山八重
演 - 田島令子
福太郎の亡き愛妻。

#### その他
吉田武（よしだ たけし）
演 - 前田吟
元印刷工場勤務。俳句が自慢。
吉田桃子（よしだ ももこ）
演 - 日色ともゑ
武の妻。絵画が趣味。
林春子（はやし はるこ）
演 - 白川和子
元気だが「死にたい」が口癖。
竹下勇三（たけした ゆうぞう）
演 - 小倉蒼蛙
クリーニング店を息子に譲った。病気自慢。
林里枝（はやし さとえ）
演 - 羽田美智子
春子の娘。出版社勤務。
山本和美（やまもと かずみ）
演 - 高橋惠子
福太郎の元部下。熟女パブ『とば口』のホステス（源氏名「ジャクリーン・和美・シュナイダー」）
村井サキ（むらい サキ）
演 - 三田佳子
元家庭科教師。熟女パブ『とば口』のホステス（源氏名「スーザン・サキ・アンダーソン」）
藤田聡（ふじた さとし）
演 - 今井悠貴
梨子の夫。臨床工学技士。
竹下安志（たけした やすし）
演 - テイ龍進
勇三の息子。
竹下剛（たけした つよし）
演 - 室井響
安志の息子。
松木達夫（まつき たつお）
演 - 斉木しげる
松木ファームの社長。
松木美代子（まつき みよこ）
演 - 久世星佳
松木達夫の妻。

### ゲスト

#### 第4話
佐多道彦（さた みちひこ）
演 - 宇野祥平
レストラン『シェ・サタ』オーナー
？
演 - 倉田晴信
『シェ・サタ』従業員
？
演 - 森崎みのり
『シェ・サタ』従業員
ヴァネッサ
演 - 根岸季衣
熟女パブ『とば口』のホステス。
ケイト
演 - 松金よね子
『とば口』のホステス。
ジェシカ
演 - 柴田理恵
『とば口』のホステス。
近藤はじめ（こんどう はじめ）
演 - 不破万作
『とば口』の客
岩井仙太郎（いわい せんたろう）
演 - 綾田俊樹
『とば口』の客
 ?
演 - 風間杜夫
『とば口』の雇われマスター

### スタッフ
- 原作 - 内館牧子『老害の人』（講談社）
- 脚本 - 真辺克彦、小嶋健作、大島まり菜[7]
- 音楽 - 安川午朗[7]
- 挿入歌
  - 第1話 - 山本潤子「さらば恋人」
  - 第2話 - 中西保志「歓送の歌」
  - 第3話 - 加川良「女の証し」
  - 第4話 - ダ・カーポ「涙くんさよなら」
  - 第5話 - 森山良子「あなたがいるから」
- 制作統括 - 遠藤日登思（アミューズ）、小松昌代（NHKエンタープライズ）、磯智明（NHK）[7]
- 演出 - 松岡錠司[7]
- 制作 - アミューズ[7]

### 放送日程
| 放送回 | 放送日  | 放送日        | ラテ欄 | 脚本     |
| 放送回 | BS      | BSP4K（先行） | ラテ欄 | 脚本     |
| ------ | ------- | ------------- | ------ | -------- |
| 第1話  | 5月05日 | 5月03日       |        | 真辺克彦 |
| 第2話  | 5月12日 | 5月12日       |        |          |
| 第3話  | 5月19日 | 5月19日       |        |          |
| 第4話  | 5月26日 | 5月26日       |        |          |
| 第5話  | 6月02日 | 6月02日       |        |          |

| NHK BSプレミアム4K・NHK BS プレミアムドラマ                 | NHK BSプレミアム4K・NHK BS プレミアムドラマ | NHK BSプレミアム4K・NHK BS プレミアムドラマ   |
| 前番組                                                      | 番組名                                      | 次番組                                        |
| ----------------------------------------------------------- | ------------------------------------------- | --------------------------------------------- |
| 舟を編む 〜私、辞書つくります〜 （2024年2月18日 - 4月21日） | 老害の人 （2024年5月5日 - 6月2日）          | エンジェルフライト （2024年6月9日 - 7月14日） |